# 過去に存在したマルエツの店舗
過去に存在したマルエツの店舗（かこにそんざいしたまるえつのてんぽ）は、かつてマルエツとして営業していた店舗の情報を掲載している。 
×は現在建物が解体された店舗。

## 埼玉県

### さいたま市

#### 旧・浦和市
- 北浦和HOPビル店[1] → 北浦和駅ビル店[2]（浦和市北浦和3-1-3・ホップショッピングプラザ[3]、1978年（昭和53年）11月2日開店[3] - 2005年（平成17年）3月6日閉店[4]）

敷地面積約2,206m2、鉄筋コンクリート造地下1階地上5階建て、延べ床面積約9,207.50m2、店舗面積約5,542.36m2（直営店舗面積875.4m2 → 909m2）、駐車台数約50台。
ホップショッピングプラザにオリンピックと共に核店舗として出店していた。
- 北浦和西口店[2] → びか市北浦和西口店[6]（浦和市常盤9-21-14[7]、1969年（昭和44年）8月5日開店[8] - 2005年（平成17年）11月29日閉店[4]）

売場面積642m2。
1980年（昭和55年）10月14日に生鮮を主体としたディスカウントストア業態の「ぴか市」に業態転換した。
2002年（平成14年）2月27日に土地・建物を丸紅総合リースに売却し、リースバックして営業を継続した。
- 太田窪店 → びか市太田窪店[10]（浦和市太田窪2-11-2[7]、1971年（昭和46年）11月開店[7] - ?閉店）

店舗面積426m2。
1982年（昭和57年）12月にディスカウントストア業態の「ぴか市」に業態転換した。
- 中尾店（浦和市中尾不動谷260-1[12][13]、1981年（昭和56年）4月17日開店[12][13] - 1998年（平成10年）または1999年（平成11年）閉店[注釈 1]）

店舗面積1,494m2。
閉店後、同住所にドン・キホーテ浦和花月店が1999年（平成11年）4月1日に居抜き出店。2004年（平成16年）12月13日にドン・キホーテ放火事件により全焼。
2025年（令和7年）現在の同住所はサンドラッグ浦和花月店。
- 本太店（浦和市本太2-1-2[7][20]、1969年（昭和44年）8月開店[7][20] - ?閉店）

店舗面積344.9m2。
- 田島店（浦和市四谷1-5-6[21]（旧・田島字南361[20]）、1974年（昭和49年）11月開店[7] - 2005年（平成17年）5月29日閉店[4]）

延べ床面積約2,930m2、店舗面積2,056m2、直営店舗面積1,247m2。
1階が食品売り場と日用品売り場、マルエツ初の衣料品売り場として開店した店舗で、当店から衣料品販売事業が開始された。
店舗跡には、イイズカ薬品とセリアが入居している。
- 根岸店（浦和市根岸2-3-4[10]（旧・大字根岸字根岸前723[24]）、1972年（昭和47年）5月26日開店[25] - 2015年（平成27年）8月30日閉店[26]）

敷地面積1,000m2、店舗面積562m2。
- 別所店（浦和市別所字西野367[20]、1975年（昭和50年）7月18日開店[27] - ?閉店）

店舗面積345m2。
米国のスーパー「ラッキー」に似せた100坪型の実験店として開店した。
- 西堀店（浦和市西堀711[28]、1977年（昭和52年）8月開店[28] - 2006年（平成18年）1月8日閉店[4]）

店舗面積771.4m2 → 993m2。
- ポロロッカ浦和西堀店（?開店 - 2006年（平成18年）10月31日閉店[29]）

店舗面積496m2。
- ポロロッカ浦和大間木店（?開店 - 2010年（平成22年）9月1日閉店[30]）

#### 旧・大宮市
- 大宮店（大宮市大門町163[20]、1965年（昭和40年）4月開店[31] - ?閉店）

店舗面積962.9m2 → 店舗面積1,032m2。
2号店で当社のセルフサービスの食品スーパー1号店として開設。
建て替えて、2015年（平成27年）3月19日に（2代目）大宮店（店舗面積972m2）が開店した。
- 日進店（大宮市日進町2-794[20][35]、1974年（昭和49年）1月開店[31] - ?閉店）

店舗面積586m2 → 店舗面積1,376.9m2。
- 櫛引店×[要出典]（大宮市櫛引町1-875[36]、1975年（昭和50年）5月開店[31] - 2005年（平成17年）3月13日閉店[4]）

店舗面積774m2 → 店舗面積828.2m2。
2002年（平成14年）2月27日に土地・建物を丸紅総合リースに売却し、リースバックして営業を継続した。
- ポロロッカ大宮櫛引店（?開店 - 2005年（平成17年）6月30日閉店[4]）

店舗面積495m2。

#### 岩槻区（旧・岩槻市）
- 西町店（西町1-4-19[20]、1973年（昭和48年）8月開店[20]）

店舗面積514.7m2。
- 岩槻西町店（西町5-1-35[2]、1988年（昭和63年）6月24日開店[37] - 2008年（平成20年）6月10日閉店[38]）

店舗面積2,000m2。
- 東岩槻店×[要出典]（東岩槻1-5-2[40][20]、1971年（昭和46年）10月28日開店[40]）

敷地面積約3,000m2、鉄筋コンクリート造地上2階建て塔屋2階、延べ床面積約3,257m2、店舗面積約1,688.05m2（直営店舗面積約572m2）、駐車台数約40台。
地元商店有志による岩槻ショッピングセンターに出店。

### 川口市
- 前川店×[要出典]（川口市前川4-5-1[20]、1971年（昭和46年）12月開店[20] - ?閉店）

店舗面積693.2m2 → 店舗面積1,017m2。
- 幸町店（幸町2-4-15[20]、1973年（昭和48年）12月開店[20] - ?閉店）

店舗面積562.7m2 → 店舗面積608m2。
- 東本郷店（1987年（昭和62年）4月29日開店[42] - 2010年（平成22年）3月1日閉店[30]）

惣菜直営化の第1号店として開店した。
- 安行北谷店（大字安行北谷600、1996年（平成8年）11月28日開店[43] - 2025年（令和7年）7月27日閉店[44]）。

### 戸田市
- 戸田店（上戸田2-26[20]、1972年（昭和47年）11月22日開店[45] - 2005年（平成17年）3月21日閉店[4]）

店舗面積1,312.0m2。
- 新曽店（新曽1803-1[20]、1975年（昭和50年）5月開店[20] - 2010年（平成22年）10月20日閉店[30]）

店舗面積805.5m2。
氷川町に移転する形で、2010年（平成22年）10月22日に戸田氷川町店を開店。
ウエルシア戸田新曽店
- 喜沢店（喜沢1-26[20]、1973年（昭和48年）7月開店[20] - ?閉店）

店舗面積714.0m2。
新鮮市場 戸田店

### 蕨市
- 北町店（蕨市北町1-18-5[20]、1972年（昭和47年）9月15日開店[45] - ?閉店）

店舗面積1,450.1m2。

### 東武伊勢崎線沿線
- 越谷花田店（建物存続）[独自研究?]（越谷市花田3-7-1[47]、1995年（平成7年）6月1日開店[48] - 2006年（平成18年）6月25日閉店[29]）

店舗面積2,800m2。
東武伊勢崎線越谷駅から約2.5km、北越谷駅から約2kmの住宅地に出店していた1層型の食品スーパーであった。
マミーバリュー→スーパーマルサン
- 幸手公団店（建物存続）[要出典]（幸手市栄3-1[2]（旧・北葛飾郡幸手町大字高野織部前1695公団幸手団地C-13-1[20]）、1972年（昭和47年）12月1日開店[45] - 2005年（平成17年）11月29日閉店[4]）

店舗面積881.2m2。
団地内の小型店。現在は同規模でビッグ・エーが営業している。近隣にはマルエツ幸手上高野店がオープンしている。
- 杉戸高野台店×[要出典]（杉戸町高野台西1-10[2]）

- 羽生店 (羽生市中央5-4-36[47]、1995年（平成7年）11月16日開店[51] - 2005年（平成17年）3月27日閉店[4]）

羽生駅東側約800mに出店した1層式の店舗であった。
店舗面積1,502m2。
- ポロロッカ草加清門町店（?開店 - 2010年（平成22年）9月6日閉店[30]）

### 八潮市
- 八潮店× (八潮市上馬場127-2[52]、1979年（昭和54年）1月開店[53] - 2020年（令和2年）12月6日閉店[54]。跡地にロヂャース八潮店が2024年7月17日にオープン[55][56])

### 東武東上線沿線
- 新座馬場店（新座市馬場3-44[2]、1994年（平成6年）4月15日開店[57] - ?閉店）

店舗面積2,500m2。
開業時には、1階が食料品売り場で、2階が日用雑貨や衣料品などの売り場という2層構造の大型スーパーマーケットであった。
- 鶴ヶ島店（鶴ヶ島市大字上広谷40-7[28]、1975年（昭和50年）12月開店[28] - 2005年（平成17年）3月21日閉店[4]）

店舗面積1,425.8m2。
- 東松山店（建物存続）（東松山市松本町2-1-60[58]、1993年（平成5年）10月15日開店[58][59] - 2005年（平成17年）3月27日閉店[4]）

鉄骨造地上3階建て、延べ床面積約4,201m2、店舗面積3,917m2。
東武東上線東松山駅の東約1kmの住宅地に出店していた。
- 鶴瀬店（富士見市鶴瀬東2-7-43[60][28]、1976年（昭和51年）12月開店[60][28]）

敷地面積約2,314.00m2、延べ床面積約1,814.71m2、店舗面積1,009.5m2。
- 石原店 → びか市石原店[要出典]→石原店(建物現存）[61] (川越市石原町2-54-2[28]、1977年（昭和52年）7月15日開店[62]）

敷地面積約787坪、店舗面積1,036.3m2、駐車台数約20台。
川越市駅北方約1.5kmに出店した店舗であった。
1980年代半ばにぴか市に転換されたが、後にマルエツの店舗に戻された。
現在はサンドラッグ川越石原店

### 高崎線沿線
- 北本店×[要出典]（北本市中央1-43[28]、1975年（昭和50年）10月17日開店[63] - 2006年（平成17年）1月8日閉店[4]）

店舗面積1,428.6m2。
- 上尾小泉店（上尾市小泉1-5-1[47]、1995年（平成7年）5月2日開店[64] - 2015年（平成27年）4月5日閉店[26]）

上尾駅西側約1.5kmに出店した店舗であった。
店舗面積1,510m2。
- 熊谷原島店（建物存続）[要出典]（熊谷市原島1202[2]、?開店 - 2005年（平成17年）3月13日閉店[4]）

店舗面積1,510m2。
- （初代）桶川店×[要出典]（桶川市寿2-6[28]、1975年（昭和50年）10月21日開店[63] - ?閉店）

店舗面積1,423.5m2。
- （2代目）桶川店（桶川市西2-9-36、2000年（平成12年）11月23日開店[65] - 2018年（平成30年）9月9日閉店[66]）

店舗面積1,910m2。
マメトラショッピングパーク1階に入居していた。
現在はスーパーマルサン桶川店。

### 西武線沿線
- 新所沢店×[要出典]（所沢市中新井1-43-1[2]、?開店 - 2005年（平成17年）3月6日閉店[4]）

店舗面積2,043m2。
- 狭山ヶ丘店 （所沢市東狭山ヶ丘3-671[12]、1981年（昭和56年）3月開店[12] - ?閉店）

店舗面積1,493m2。
- 小谷田店（入間市小谷田2-3-33[70]、1993年（平成5年）11月25日開店[70] - ?閉店）

平屋建、延べ床面積約6,661m2、店舗面積約4,340m2。

### 武蔵野線沿線
- 戸ヶ崎店（三郷市戸ケ崎2-30[2]、1982年（昭和57年）3月開店[71] - ?閉店）

店舗面積800m2。

## 千葉県

### 市川市
- 八方橋店（旧・プリマート[72]、市川市北方町2-8-15[73][74]、1969年（昭和44年）6月1日開店[73][74] - 1979年（昭和54年）閉店[72]）

店舗面積300m2。
- 本八幡店（八幡2-15-10丸興ビル1階[28]、1977年（昭和52年）4月開店[28] - ?閉店）

店舗面積637.4m2。
- 鬼高店（旧・プリマート[75]、鬼高3-13-2[5]、1976年（昭和51年）7月開店[5] - ?閉店）

店舗面積450.6m2。
- 市川大和田店（大和田1-9-7[28]、1977年（昭和52年）10月開店[28] - ?閉店）

店舗面積720.7m2。
- 若宮店（旧・プリマート[75]、若宮3-1-1[75]、1972年（昭和47年）4月開店[39] - ?閉店）

店舗面積377m2。
- フーデックスプレス行徳駅前店（?開店 - 2008年（平成20年）1月31日閉店[76]）

店舗面積1,103m2 → 1,1633m2。
2008年（平成20年）9月26日に「マルエツ行徳駅前店」（店舗面積1,120m2）が開業。

### 船橋市
- 高根木戸店（旧・プリマート[72]、船橋市西習志野2-2[77]、1976年（昭和51年）10月開店[77] - 1979年（昭和54年）閉店[72]）

店舗面積338m2>。
- 高根台店×[要出典]（船橋市松が丘690-7[28]、1978年（昭和53年）1月開店[28] - ?閉店）

店舗面積1,201.3m2。
（B棟） → 衣料品、雑貨、家庭用品、医薬品部門売場を閉鎖。（A棟）食品売場側の営業は継続中。これに伴い一部の雑貨、家庭用品を食品売場と同一の売場に移動し、販売している。
- 小室店（船橋市小室町3320[78]、1983年（昭和58年）5月開店[78] - 2006年（平成18年）3月1日閉店[29]）

店舗面積1,635m2。
- 夏見台店（旧・プリマート[75]、船橋市夏見台1-9[28]、1968年（昭和43年）11月1日開店[79] - ?閉店）

店舗面積704.1m2。

### 習志野市
- 東習志野店（旧・プリマート[75]、船橋市習志野町5-2069[28]、1975年（昭和50年）12月開店[28] - ?閉店）

店舗面積1,396.4m2。
2007年9月7日の台風9号の影響で、建物屋根の一部が破損、2007年9月8日より修復工事の為、2007年9月21日迄一時休業し、9月22日より店内販売が無事再開された。店内販売休業期間中は飲料、雑貨等一部の品物は屋外テントで販売していた。
隣接地には習志野物流センターがあったが、1996年（平成8年）10月1日にダイエーロジスティックスシステムズに業務委託して休止状態となり、2000年（平成12年）1月17日に解体して跡地を民間都市開発推進機構に売却することになった。
- 袖ヶ浦店（旧・プリマート[75]、習志野市津田沼6-2-12[5]、1976年（昭和51年）9月開店[5] - ?閉店）

店舗面積1,354.2m2。
2000年（平成12年）10月19日に津田沼南店が開店（同じ敷地）。
- 大久保駅前店（旧・プリマート[75]、習志野市大久保1-11-20[83]、1973年（昭和48年）12月20日開店[83] - ?閉店）

敷地面積約7,524m2、鉄骨モルタル造一部鉄筋コンクリート造地下1階地上2階建て、延べ床面積約6,052m2、店舗面積約2,805m2（直営店舗面積約1,490m2）、駐車台数約150台。
- 大久保日大前店（旧・プリマート[75]、習志野市大久保3-12-16[75]、1970年（昭和45年）12月開店[28] - ?閉店）

店舗面積547.0m2。
- 京葉マート秋津店×[要出典]（?開店 - 2001年（平成13年）3月閉店[85]）

VIVA50の中にあった。競合激化で売上げが落ち込んで閉店し、運営会社の京葉マートも2002年（平成14年）2月期決算で約1.97億円の債務超過に陥ったことから、2002年（平成14年）7月に解散することになった。

### 千葉市
- 西千葉店（旧・プリマート[75]、稲毛区轟町1-21-1[28]、1972年（昭和47年）11月開店[28] - 2006年（平成18年）8月29日閉店[29]）

店舗面積792.0m2。
- 都町店（旧・プリマート[75]、都町232[75]、1976年（昭和51年）6月開店[39] - ?閉店）

店舗面積489m2。
- 都賀店（旧・プリマート[75]、都賀3-24-5[5]、1977年（昭和52年）7月開店[5] - ?閉店）

店舗面積1,403.5m2。
1998年（平成10年）8月1日に新都賀店が開店した。
- 幕張店（幕張町5-417[87]、1976年（昭和51年）5月開店[39] - ?閉店）

店舗面積952m2 → 店舗面積1,098m2。
グリーンハイツ内。

### 浦安市
- フーデックス美浜店（浦安市[29]、?開店 - 2007年（平成19年）8月13日閉店[29]）

店舗面積826m2。

### 松戸市
- 松戸東口店（旧・プリマート[72]、松戸市根本63[74]、1965年（昭和40年）5月13日開店[74] - 1979年（昭和54年）閉店[72]）

店舗面積270m2。
- 矢切店（旧・プリマート[75]、松戸市中矢切28[28]、1970年（昭和45年）12月開店[28] - ?閉店）

店舗面積587.1m2。
約1km南の北総開発鉄道矢切駅前に2000年（平成12年）3月2日に「矢切駅前店」（松戸市栗山19-1）を出店した。
- 古ヶ崎店（旧・プリマート[75]、松戸市古ケ崎水神前92[28]、1970年（昭和45年）10月開店[28] - ?閉店）

店舗面積829.7m2。

### 柏市
- 豊四季店×[要出典]（旧・プリマート[75]、柏市旭町7-1-3[5]、1977年（昭和52年）2月開店[90] - ?閉店）

延べ床面積約1,770m2、店舗面積1,223.0m2。
豊四季野口ビル。

### 鎌ケ谷市
- （初代）馬込沢店（旧・プリマート[75]、鎌ケ谷市東道野辺7-19-16[92]、1972年（昭和47年）12月20日開店[93] - ?閉店）

敷地面積約2,337m2、鉄骨モルタル造地上2階建て、延べ床面積約2,346m2、店舗面積約1,782m2（直営店舗面積約1,177m2）、駐車台数約130台。
2層式の店舗で駐車場にも入り難いなどの問題があり、競合店が増えた影響で売上が約7億円に落ち込んだことから、建て替えのために閉店。
旧店舗跡地で建て替えを行い、2003年（平成15年）7月4日に（2代目）馬込沢店が開店した。

### 流山市
- 江戸川台店（旧・プリマート[75]、流山市江戸川台西1-24-1[28]、1975年（昭和50年）10月25日開店[63] - 2006年（平成18年）1月8日閉店[4]）

店舗面積1,152.6m2。
近隣にある東武ストアや主婦の店いずみなどのスーパーと競合していた。
- 野々下店（流山市野々下6-1038-5[96]　1996年（平成8年）3月14日開店[96] - 2021年（令和3年）2月21日閉店）

店舗面積630坪
現在はジャパンミート流山店

### 野田市
- 川間店（野田市尾崎853-1[47]、1993年（平成5年）9月21日開店[97] - 2006年（平成18年）5月14日閉店[29]）

店舗面積2,963m2、延べ床面積約3,570m2。
東武野田線川間駅の約100m北側に出店した鉄筋コンクリート2階建ての店舗であった。
- 魚悦川間店（野田市、2010年（平成22年）12月18日開店[98] - 2015年（平成27年）8月30日閉店[26]）

ディスカウント店「スーパーマーケット魚悦」の1号店として開店した。

### 佐倉市
- 佐倉店（旧・プリマート[75][99]、佐倉市新町44[28]、1970年（昭和45年）10月31日開店[100] - ?閉店）

店舗面積678.2m2。
佐倉郵便局や佐倉消防署（旧佐倉電報電話局舎）、小堀呉服店などの跡にプリマート佐倉店として開店した
二階に衣料品のみを扱う扇屋ジャスコ佐倉店とともに営業していた。
閉店後はスーパーマーケット乃ぐちや佐倉店が営業していたが後に閉店。
建物は解体され跡地にローソン佐倉新町店が開店している。
- 志津店（旧・プリマート[75][103]、佐倉市上志津1815[28]、1971年（昭和46年）9月2日開店[100] - ?閉店）

店舗面積996.9m2。
1992年（平成4年）11月20日に新志津店を開店。
- 上志津店（佐倉市上志津字房向1685-13[105]、1989年（平成元年）9月19日開店[105]）

店舗面積1,383m2。
平屋建ての標準的なスーパーで、屋上が駐車場となっていた。

### 八千代市
- 八千代大和田店（旧・プリマート[75]、八千代市大和田139-10[28]、1970年（昭和45年）12月1日開店[107] - ?閉店）

店舗面積359.4m2。
八千代市大和田図書館近くに店舗があった。
- ゆりのき店

1999年（平成11年）12月9日に東葉高速鉄道八千代中央駅前に八千代中央駅前店が開店した。

### 四街道市
- 四街道店（旧・プリマート[75]、四街道市緑ヶ丘396-3[28]、1972年（昭和47年）3月開店[28] - ?閉店）

店舗面積882.0m2。

### 成田市
- 成田店（旧・プリマート[75]、成田市花崎857-1[109]、1974年（昭和49年）7月6日開店[109] - ?閉店）

店舗面積1,027.1m2。
旧ゴールドレーン跡に出店した。
- 成田ニュータウン店（成田市赤坂2-1-10[110] ボンベルタ成田1階[111]、1992年（平成4年）3月19日開店[111] - 2024年（令和6年）2月29日閉店）

当時ダイエーグループであったマルエツが、イオングループの商業施設に初出店した店舗。
ボンベルタ成田が「そよら成田ニュータウン」としてリニューアルされる事が決定した事に伴い、ボンベルタ成田と共に閉店。後継店舗として、イオンリテール運営による「イオンスタイル成田ニュータウン」が同年7月19日に開業。

### 香取市
- 佐原店×[要出典]（旧・プリマート[75]、佐原市佐原駅北部区画整理仮換地3-1[75]、1970年（昭和45年）10月31日開店[100][113] - 1979年（昭和54年）閉店[72]）

店舗面積1,301m2。
店舗跡にはディスカウント店を経て銚子に本社を置くミヤスズが出店したがそれも1990年代初頭に閉店した。
- 小見川店（旧・香取郡小見川町小郷字瀧生5-1[114]、1991年（平成3年）3月23日開店[114] - ?閉店）

店舗面積1,487m2。
店舗跡には生鮮ディスカウント店のトップマートが出店したが、5年ほどで閉店し独立系のスーパーを経て2017年現在はトライアルが出店している。

### 上総
- 君津杢師店（君津市杢師1-14-23[116]、1993年（平成5年）4月10日開店[116][117] - 1995年（平成7年）12月末閉店[118]）

関東マルエツの大型スーパーマーケットとして出店したが、業績不振で閉店し、運営会社の関東マルエツは1996年（平成8年）2月28日で解散した。
- 長浦店（袖ケ浦市蔵波台4-23-13[120]、1986年（昭和61年）11月11日開店[121] - 2006年（平成18年）9月30日閉店[29]）

店舗面積2,123m2。

## 東京都

### 23区

#### 城北
- 池袋店（板橋区南町22-14[122]、1974年（昭和49年）11月8日開店[123] - ?閉店）

店舗面積891.6m2。
ボウリングやテニスなどの出来るスポーツセンターの一角に出店していた。
フーデックス池袋店に転換後閉店 → マルエツ池袋店として復活するが、店舗建替のため2020年3月8日をもって一時休業。2022年9月8日に「マルエツ 板橋南町店」としてリニューアル。
- 浮間店（北区浮間4-14-2[5]、1984年（昭和59年）9月開店[124] - ?閉店）

店舗面積480m2。
埼京線浮間舟渡駅前の高架下に1997年（平成9年）3月6日に浮間舟渡店が開店した。
- 町屋店（建物存続）（荒川区町屋6-32-21[126]、1998年（平成10年）10月2日開店[127] - 2006年（平成18年）8月27日閉店[29]）

鉄骨造2階建て、店舗面積約3,310m2 → 1,975m2。
開店時に当社で初めて惣菜のバイキングコーナーを常設した。
2011年（平成23年）12月にドン・キホーテ町屋店が再び出店することになった。
- ポロロッカ市ケ谷店 (1997年（平成9年）3月開店[129] - 2010年（平成22年）1月20日閉店[130]）

店舗面積347m2、駐車台数約12台。
地下鉄市ケ谷駅前の外堀通り沿いの公団住宅の1階の銀行跡に出店していた。
- ポロロッカ新宿歌舞伎町店（新宿区[4]歌舞伎町2-23-1 風林会館１F[132]、?開店 - 2005年（平成17年）7月15日閉店[4]）

店舗面積238m2。
- フーデックス志村店（板橋区[29]、?開店 - 2007年（平成19年）5月14日閉店[29]）

店舗面積380m2。

#### 荒川以東
- 関原店（足立区関原2-15-4[5][133]、1979年（昭和54年）8月1日開店[134]）

店舗面積2,096m2。
関原ショッピングプラザに出店していた。
- サンデーマート青戸店（足立区[29]、?開店 - 2006年（平成18年）6月30日閉店[29]）

店舗面積492m2。
- ポロロッカ保木間店（足立区[29]、?開店 - 2006年（平成18年）5月31日閉店[29]）

店舗面積496m2。
- ポロロッカ辰沼店（足立区[29]、?開店 - 2007年（平成19年）3月15日閉店[29]）

店舗面積496m2。
- 西葛西店 (江戸川区西葛西6-16-8[5][133]、1979年（昭和54年）12月開店[133] - 2008年（平成20年）3月16日閉店[38]）

延べ床面積約8,149m2、店舗面積2,059m2。
喜楽ビル
1997年（平成9年）5月30日に全面改装して新装開店した。
- 東葛西店（江戸川区東葛西6-45-2[114]、1991年（平成3年）3月29日開店[114] - 2011年（平成23年）1月17日閉店[30]）

- ポロロッカ東瑞江店×[要出典]（江戸川区[4]、?開店 - 2005年（平成17年）3月31日閉店[4]）

店舗面積492m2。
- 亀戸店（江東区5-30-3 鈴木ビル[136]、1982年（昭和57年）3月開店[71] - 2006年（平成18年）3月1日閉店[29]）

店舗面積1,497m2。

#### 城南
- 糀谷店 （旧・サンコー[137]、大田区萩中1-7-1[138]、1969年（昭和44年）11月開店[71]）

店舗面積約2,901m2 → 店舗面積2,842m2。
2000年（平成12年）11月30日に新糀谷店（大田区萩中2-12-5）が開店した。
- （初代）新田店（旧・サンコー[140]、大田区矢口1-19-1[140][133]、1970年（昭和45年）11月26日開店[141] - 2012年（平成24年）1月10日閉店[142]）

店舗面積約2,128m2 → 店舗面積2,393m2。
建て替えて2012年（平成24年）10月23日に（2代目）新田店が開店した。
- 桜新町店（世田谷区[29]、?開店 - 2006年（平成18年）10月22日閉店[29]）

店舗面積952m2。
- ゲートシティ大崎店（品川区[29]、?開店 - 2006年（平成18年）9月30日閉店[29]）

店舗面積783m2。
- ポロロッカ日本橋本町店（?開店 - 2010年（平成22年）7月26日閉店[30]）

### 多摩地区
- 武蔵村山店（建物存続）[独自研究?](武蔵村山市榎3-113-6[144]、1994年（平成6年）6月2日開店[145] - 2005年（平成17年）3月21日閉店[4]）

店舗面積約2,600m2。
鉄筋コンクリート2階建ての店舗であった。
建物は、つるかめランド武蔵村山店を経て、エコスたいらや武蔵村山店、ダイソー武蔵村山榎店他として営業中。
- 立川駅北口店 （立川市曙町2-11-2 フロム中武 B1F、2016年（平成28年）5月26日開店 - 2018年（平成30年）2月25日閉店）[要出典]

店舗面積約895m2。
- リンコス立川若葉町店 （立川市若葉町1-7-1[146] 若葉ケヤキモール A棟1F、 2006年（平成18年）3月15日開店[146] - 2021年（令和3年）1月24日閉店[要出典]）

店舗面積約1,780m2。
若葉ケヤキモールの開業に伴い、核店舗のリンコス立川若葉町店として開店。2011年（平成23年）6月10日より、マルエツ立川若葉町店に業態変更されていた。

## 神奈川県

### 川崎市
- 小田店（旧・サンコー[137]、川崎区浅田2-1-13[138]、1961年（昭和36年）11月27日開店[147]）

店舗面積約1,444m2。
小田銀座商店街の外れにあった映画館を買収して改装し、旧・サンコーの1号店の1号店として開店した。
- （初代）京町店（旧・サンコー[137]、川崎区渡田山王町19[148][151]、1968年（昭和43年）6月20日開店[151] - 2012年（平成24年）3月1日閉店[142]）

店舗面積約575m2。
建て替えて2012年（平成24年）7月24日に（2代目）京町店（店舗面積約647m2）が開店した。
- 小杉店（旧・サンコー[137]、中原区小杉3丁目414[153]・小杉3丁目市街地住宅内[154]、1966年（昭和41年）3月24日開店[151] - 2008年（平成20年）までに閉店[155]）

店舗面積約1,320m2。
2013年（平成25年）4月2日に武蔵小杉駅前店（川崎市中原区小杉町3-1301）が開店した。
- （初代）平間店（旧・サンコー[137]、中原区田尻町28[157][158][137][159]、1967年（昭和42年）4月25日開店[158] - 2013年（平成25年）閉店[160]）

店舗面積約983m2。
建て替えて2014年（平成26年）3月13日に（2代目）平間店（店舗面積約823m2）が開店した。
- 第二新城店[99]（旧・サンコー[87]、高津区新城214[151]、1967年（昭和42年）9月28日開店[151] - ?閉店）

店舗面積約1,056m2。
- 読売ランド店（旧・サンコー[99]、麻生区高石町3-1449-1[161]、1970年（昭和45年）4月開店[99] - ?閉店）

土地面積2,904.48m2、延べ床面積約3,541.57m2、店舗面積2,320m2。
1997年（平成9年）2月28日付けで土地・建物をリクルートコスモスに譲渡。
- 馬絹店 (高津区馬絹1980[162]（現・宮前区）、1982年（昭和57年）開店-2002年（平成14年）閉店[要出典]）

サンコーが出店を計画した。
- フーデックスプレス川崎西口店 (?開店 - 2010年（平成22年）1月10日閉店[130]）

店舗面積638m2。
- 元住吉店[137]（中原区木月3-533[87]、1964年（昭和39年）9月27日開店[164] - 2010年（平成22年）1月6日閉店[130]）

店舗面積約894m2。

### 横浜市
- 星川店（旧・サンコー[165]、保土ケ谷区星川町1-6-5[166]、1968年（昭和43年）4月26日開店[158][167] - ?閉店）

土地面積1,484.8m2、店舗面積908m2。
星川町商店街は117店があったが、当店進出後に17店が廃業した。
1997年（平成9年）2月28日付けで土地・建物をリクルートコスモスに譲渡。
- （初代）中山店（旧・サンコー[165]、緑区中山町126[168][169][170]、1969年（昭和44年）7月3日開店[169] - 2010年（平成23年）1月11日閉店[130]）

延べ床面積約10,679m2、店舗面積約9,417m2（直営店舗面積約4,305m2）。
2012年（平成24年）6月27日に「ビッグボーイ」敷地内に「マルエツ中山店」が開店した。
- 長津田店（緑区長津田4-10-25[170]、1970年（昭和45年）3月26日開店[173][174] - 2013年（平成25年）3月17日閉店)

敷地面積約11,900m2、鉄筋コンクリート造地下1階地上3階建て、延べ床面積約14,145m2、店舗面積約8,246m2（当社直営店舗面積約2,380m2）、駐車台数約200台。
サンコーが「長津田ショッピングワールド」として開店した。
店舗跡は住友不動産が取得して2013年（平成25年）9月に解体工事を開始した。
長津田駅北口の再開発ビルに2013年（平成25年）3月27日に「マルエツ長津田駅前店」が開店した。（長津田駅北口再開発による複合施設「長津田マークタウン」の1階）
- 綱島店 → D・サンコー綱島店[71]（旧・サンコー[165]、港北区綱島西1-4-28[138]、1976年（昭和42年）6月29日開店[178] - ?閉店）

店舗面積3,922m2。
綱島駅西口の商店街に出店していた。
- 鴨居店 (緑区鴨居6-26-1[179]、1995年（平成7年）10月5日開店[179][180] - 2006年（平成18年）8月27日閉店[29]）

店舗面積1,644m2。
JR横浜線鴨居駅から南西900mに出店した1層式の店舗で、フィットネスクラブを併設していた。
業務スーパー鴨居店／キャンドゥ鴨居店
- 三ツ境店 → D・サンコー三ツ境店[39]（旧・サンコー[137]、瀬谷区二ツ橋町283-1[138]、1968年（昭和43年）12月6日開店[169] - ?閉店）

店舗面積2,805m2。
- 最戸店×[要出典]（港南区最戸1-16-15[181]、1986年（昭和61年）7月開店[39] - 2005年（平成17年）3月6日閉店[4]）

店舗面積1,552m2。
- マルエツ・プチ翁町二丁目店 (?開店 - 2011年（平成23年）6月20日閉店[142]）

店舗面積149m2。

### その他
- 中央林間店（大和市中央林間4-14-10[182]、1982年（昭和57年）4月開店[183]）

店舗面積2,600m2。
1998年（平成10年）2月27日付で土地・建物を日本流通リースに譲渡。
オリンピック中央林間店
- 上溝店（旧・すえひろ[184]、相模原市上溝1673-1[184]、2003年（平成15年）開店[184] - 2006年（平成18年）6月11日閉店[29]）

店舗面積2,012m2。
子会社の「すえひろ」から取得して当社の店舗として新装開店した。
- 田名店（相模原市、旧・すえひろ→サンデーマート、?開店 - 2018年（平成30年）1月14日閉店）[独自研究?]

アルズフーズマーケット田名店
- 深沢店×[要出典]（旧・サンコー、鎌倉市[39]、1978年（昭和53年）2月開店[71] - ?閉店）

店舗面積1,480m2。
- 東逗子店（逗子市桜山4-5[185]、1991年（平成3年）10月3日開店[185] - 2012年（平成24年）2月12日閉店[186]）

鉄筋コンクリート造地下1階地上3階建て塔屋1階、延べ床面積約10,816m2、店舗面積約4,960m2　→　5,290m2（直営店舗面積約3,910m2　→　約4,240m2）。
東逗子地区唯一のスーパーで大型駐車場を併設した店舗であった。
店舗は入三商事が所有しており、同社との間で賃貸契約を巡るトラブルが長年続いたことから閉店することになった。

## 茨城県
- 取手店×[要出典]（取手市取手3-4-30[188]、2001年（平成13年）4月27日開店[188] - 2005年（平成17年）3月13日閉店[4]）

店舗面積1,495m2。
イトーヨーカドーが2001年（平成13年）1月31日に閉店した商業施設「カタクラショッピングプラザ」の地階に開店。
その後、売上不振のためマルエツも撤退。さらに、2007年（平成19年）に「カタクラショッピングセンター」も閉店した。
- 阿見店（稲敷郡阿見町大字阿見2958-2[47]、1992年（平成4年）11月開店[118] - 2005年（平成17年）10月30日閉店[4]）

店舗面積1,300坪。
関東マルエツが運営する形で開業したが、同社が1996年（平成8年）2月28日で解散し、同年3月以降は直営化された。
2005年にタイヨー阿見店として開店。

## 栃木県
- 自治医大店（1996年（平成8年）12月5日開店[193] - 2006年（平成18年）10月27日閉店[29]）

店舗面積1,266m2。
1層型の大型食品スーパーで当社の同業態店舗では初となるイートインコーナーを併設していた。ハートビル法の認定を受けた。